# Корчуланска флотила морнарице НОВЈ
Корчуланска  флотила морнарице НОВЈ је била партизанска формација Морнарице НОВЈ у саставу Народноослободилачке војске Југославије током Другог светског рата у Југославији.

## Историјат
Формирана је почетком октобра 1943. на острву Корчули од 6 патролних чамаца. Успостављањем Петог поморског обалског сектора (ПОС) флотила је ушла у његов састав. Извршавала је следеће задатке: патролирање око острва Корчуле, Пељешким и Неретванским каналом, напади на непријатељски поморски саобраћај, одржавање везе, извиђање, превоз бораца, рањеника, збега и материјала. Децембра 1943. Флотила је имала патролне чамце: Удар, Донец, Неутрални П10, Свети Никола, Пролетер Б3, Керч и Пролетер Вб; то су били леути или моторни чамци, наоружани митраљезима, док су посаде имале лично наоружање (пушке, ручне бомбе). Били су распоређени по увалама острва Корчуле, док је команда Флотиле била у Велој Луци на Корчули. Поправке бродова вршене су у бродоградилишту на Корчули и у Велој Луци. Ноћу 10/11. новембра Флотила је учествовала у пребацивању јединица 13. далматинске бригаде и збега са Пељешца на Корчулу, а затим у превозу ратног материјала за Велу Луку. Током децембра дотила је изгубила патролне чамце МБ–14, Удар и Керч, које су потопили непријатељски авиони, док је Пролетер оштећен. Током искрцавања немачких јединица на Корчулу 22. децембра флотила је учествовала у борбама, па је ПЧ-64 Неутрални потопио 24. децембра један десантни чамац. После евакуације Корчуле Флотила се повукла у Вис, али су већ 14. јануара 1944. два патролна чамца пребазирана на Ластово. Одлуком Штаба IV ПОС-а од 23. јануара 1944. Флотила је пребазирана у увалу Окљубра, одакле је ноћу патролирала и одржавала везу са Корчулом. Након успостављања Морнаричке станице Ластово, која је почела деловати 12. фебруара 1944, почетком марта Корчуланска флотила пребазирана је у њен састав на Ластово. Флотила је 15. марта имала патролне чамце ПЧ-48 Свети Никола, ПЧ—51 Брач 4, ПЧ-62 Иво, ПЧ-72 Цимбало и ПЧ-73 Пионир. Одржавала је везу Ластово—Корчула и Ластово—Мљет, и вршила патролну службу око тих острва. У априлу јој је додељен ПЧ-77 Маргарита. Поновном успоставом V ПОС 12. јуна 1944. Корчуланска флотила је преименована у Ластовску флотилу.